# Tambakan (Gandusari)
Tambakan is een bestuurslaag in het regentschap Blitar van de provincie Oost-Java, Indonesië. Tambakan telt 3075 inwoners (volkstelling 2010).